# Relousada
Relousada es un lugar de la parroquia de Laraxe en el municipio coruñés de Cabanas, en la comarca del Eume. Tenía 31 habitantes en el año 2007 según datos del Instituto Gallego de Estadística de los cuales eran 15 hombres y 16 mujeres, lo que supone un aumento con relación al año 1999 cuando tenía 28 habitantes.
- Datos: Q12398893

- Esta obra contiene una traducción  derivada de «Relousada, Laraxe, Cabanas» de Wikipedia en gallego, publicada por sus editores bajo la Licencia de documentación libre de GNU y la Licencia Creative Commons Atribución-CompartirIgual 4.0 Internacional.